# Czesław Kowalski-Wierusz

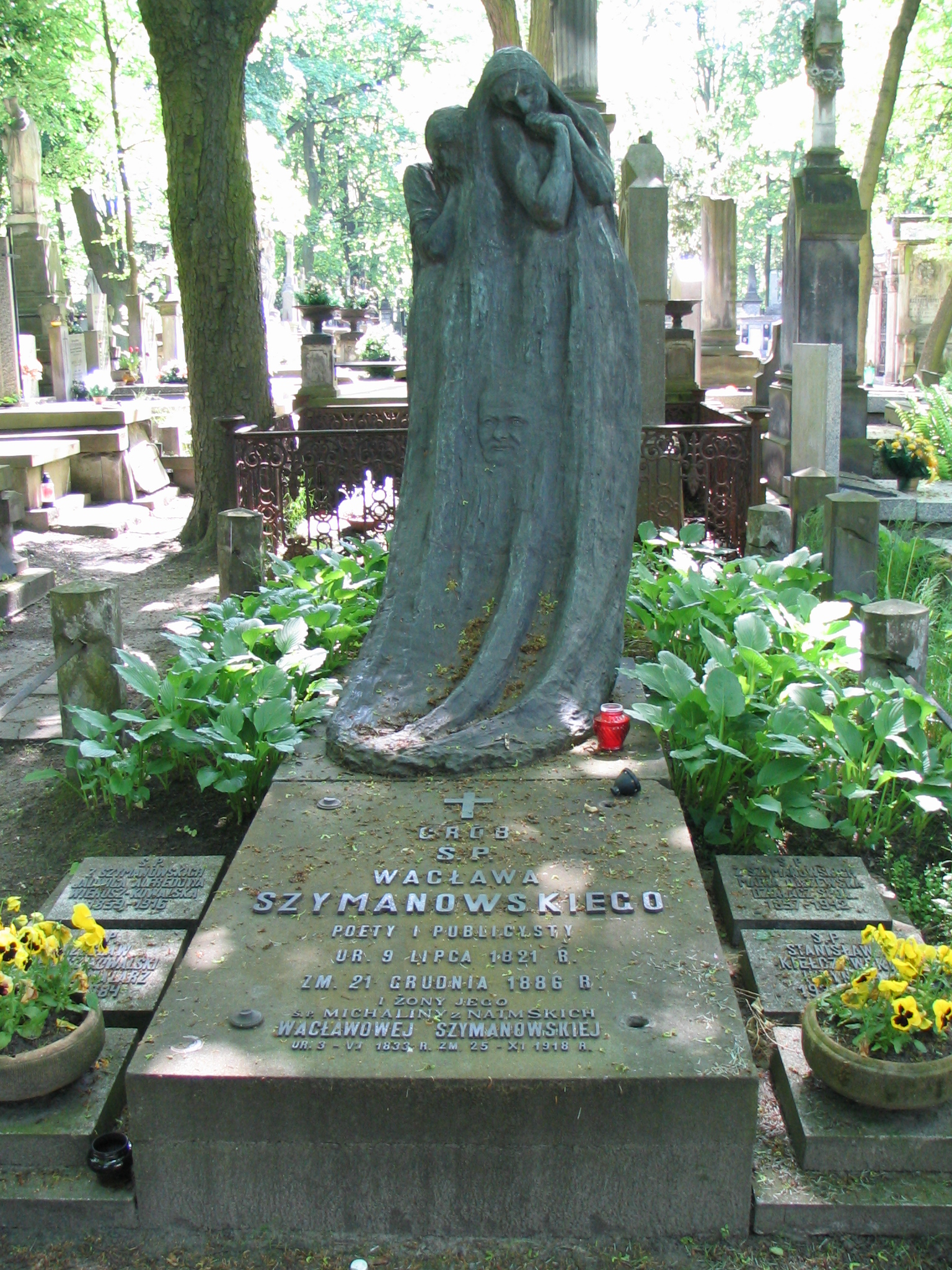
Grób Czesława Kowalskiego-Wierusza na warszawskim cmentarzu Powązkowskim

Czesław Kowalski-Wierusz (ur. 1882 w Monachium, zm. 1984 w Warszawie) – polski malarz. 

## Życiorys
Czesław Kowalski był synem Alfreda i Jadwigi Szymanowskiej. Edukację rozpoczął w Warszawie, ukończył w rządowym Męskim Gimnazjum Klasycznym w Kaliszu, które ukończył był także jego ojciec. W 1901 uczył się rysunku w Klasie Rysunkowej Wojciecha Gersona. 
Od 1904 studiował w Wyższej Szkole Technicznej w Monachium na kierunku architektury. Malarstwa początkowo uczył się w pracowni Simona Hollosy'ego, a następnie od 1906 uczył się w Królewskiej Akademii Sztuk Pięknych w Monachium w klasie rysunku prowadzonej przez Petera Halma. Na dalsze studia wyjechał w 1907 do Paryża, gdzie uczył się w Akademii Julian, później w Akademii Vitti. W latach 1909–1914 uczył się w pracowni ojca Alfreda.
Był uczestnikiem wojny 1920 roku. Przed wybuchem I wojny światowej przeprowadził się do Wilna, gdzie w 1930 urodziła mu się córka. 
W 1932 odbyła się jego indywidualna wystawa w warszawskim Towarzystwie Zachęty Sztuk Pięknych, malował głównie portrety i pejzaże. 
Po zakończeniu II wojny światowej przeprowadził się do Gdańska, a od 1957 do śmierci mieszkał w Warszawie.
Spora część prac Czesława Kowalskiego–Wierusz znajduje się obecnie w Muzeum Podlaskim w Białymstoku, a także w suwalskim
Muzeum Okręgowym.
Był działaczem na polu krzewienia sztuk zdobniczych.
Jego córka Joanna Wierusz-Kowalska również została malarką. Karol Kowalski-Wierusz był jego wujem. 
Czesław Kowalski-Wierusz zmarł w wieku 102 lat i został pochowany na warszawskim cmentarzu Powązkowskim (kw. 40–V–1/4). Autorem pomnika jest Wacław Szymanowski.

## Działalność społeczna i organizacyjno-artystyczna
- Wileńskie Towarzystwo Artystów Plastyków (współzałożyciel)
- Towarzystwo Niezależnych Artystów Sztuk Pięknych (współzałożyciel)
- Towarzystwo Szerzenia Kultury i Sztuk Plastycznych (współzałożyciel)
- kierownik Oddziału Kultury i Ochrony zabytków w Departamencie Oświaty Litwy Środkowej (od 1921)
- prezes Międzyzwiązkowej Komisji Kulturalno-Artystycznej
- współzałożyciel oraz redaktor wileńskiego miesięcznika „Południe”
- współorganizator Towarzystwa Koszykarskiego Kosz oraz Zawodowej Szkoły Koszykarskiej (1923–1925)
- współtwórca powstałego w 1937 Instytutu Rzemieślniczego przy Wileńskiej Izbie Rzemieślniczej
- współpraca przy ochronie zabytków, m.in. z Muzeum Kaszubskim im. Franciszka Tredera w Kartuzach
- współorganizator Towarzystwa Popierania Folkloru Kaszubskiego

## Ważniejsze prace
- Motyw śnieżny (1931)
- Pejzaż (1932)
- Kwiaty w doniczce
- Mieczyki
- Znaczek
- Wśród drzew
- Portret mężczyzny